# Aprasia
Aprasia is een geslacht van hagedissen die behoren tot de gekko's en de familie heuppotigen (Pygopodidae).

## Naam en indeling
De wetenschappelijke naam van de groep werd voor het eerst voorgesteld door John Edward Gray in 1839. Er zijn veertien soorten, inclusief de pas in 2015 beschreven soort Aprasia wicherina. Een aantal soorten werd eerder aan andere geslachten toegekend, namelijk Abilaena en Ophioseps.

## Verspreiding en habitat
Alle soorten komen endemisch voor in Australië en leven hier in de staten New South Wales, Victoria, West-Australië en Zuid-Australië. De habitat bestaat uit gematigde bossen, verschillende typen scrublands en graslanden, zandduinen langs de kust, rotsige omgevingen en droge tropische en subtropische bossen.

## Beschermingsstatus
Door de internationale natuurbeschermingsorganisatie IUCN is aan alle soorten een beschermingsstatus toegewezen. Acht soorten worden beschouwd als 'veilig' (Least Concern of LC), drie als 'onzeker' (Data Deficient of DD), een als 'kwetsbaar' (Vulnerable of VU) en een als 'gevoelig' (Near Threatened of NT). De soort Aprasia litorea ten slotte staat te boek als 'bedreigd' (Endangered of EN).

## Soorten
Het geslacht omvat de volgende soorten, met de auteur en het verspreidingsgebied.
| Naam                                            | Auteur                      | Verspreidingsgebied                                                   | Beschermingsstatus |
| ----------------------------------------------- | --------------------------- | --------------------------------------------------------------------- | ------------------ |
| Aprasia aurita                                  | Kluge, 1974                 | Australië (Victoria, Zuid-Australië)                                  |                    |
| Aprasia clairae                                 | Maryan, How & Adams, 2013   | Australië (West-Australië)                                            |                    |
| Aprasia haroldi                                 | Storr, 1978                 | Australië (West-Australië)                                            |                    |
| Aprasia inaurita                                | Kluge, 1974                 | Australië (New South Wales, Victoria, West-Australië, Zuid-Australië) |                    |
| Aprasia litorea                                 | Maryan, Bush & Adams, 2013  | Australië (West-Australië)                                            |                    |
| Aprasia parapulchella                           | Kluge, 1974                 | Australië (New South Wales)                                           |                    |
| Aprasia picturata                               | Smith & Henry, 1999         | Australië (West-Australië)                                            |                    |
| Aprasia pseudopulchella                         | Kluge, 1974                 | Australië (Zuid-Australië)                                            |                    |
| Gestreepte schubpoothagedis (Aprasia pulchella) | Gray, 1839                  | Australië (West-Australië)                                            |                    |
| Aprasia repens                                  | Fry, 1914                   | Australië (West-Australië)                                            |                    |
| Aprasia rostrata                                | Parker, 1956                | Australië (West-Australië)                                            |                    |
| Aprasia smithi                                  | Storr, 1970                 | Australië (West-Australië)                                            |                    |
| Aprasia striolata                               | Lütken, 1863                | Australië (Victoria, West-Australië, Zuid-Australië)                  |                    |
| Aprasia wicherina                               | Maryan, Adams & Aplin, 2015 | Australië (West-Australië)                                            |                    |